# لاسلو شاروشی
لاسلو شاروشی (مجاری: László Sárosi; ۲۷ فوریهٔ ۱۹۳۲ – ۲ آوریل ۲۰۱۶) بازیکن و مربی فوتبال اهل مجارستان بود.
از باشگاه‌هایی که در آن بازی کرده‌است می‌توان به باشگاه ورزشی واشاش اشاره کرد.
وی همچنین در تیم ملی فوتبال مجارستان بازی کرده‌است.